# Malacotes
Malacotes is een geslacht van wantsen uit de familie van de Miridae (Blindwantsen). Het geslacht werd voor het eerst wetenschappelijk beschreven door Odo Reuter in 1878.

## Soorten
Het genus bevat de volgende soorten:

- Malacotes abeillei (Ribaut, 1932)
- Malacotes mulsanti (Reuter, 1878)
- Malacotes oblongiusculus (Linnavuori, 1952)
- Malacotes phlomidis (Lindberg, 1934)
- Malacotes subris (Wagner, 1963)